# Гатов, Моисей Львович
Моисей Львович Гатов (1902, Минск—1939, Москва, Донской крематорий) — помощник начальника Секретно-политического отдела ГУГБ НКВД СССР в 1936-1938 годах,  затем  исполняющий обязанности начальника 4-го отдела и 5-го отдела Главного экономического управления (ГЭУ) НКВД СССР, майор государственной безопасности (1937). Расстрелян в 1939 году. Признан не подлежащим реабилитации.

## Биография
Родился в еврейской семье приёмщика зерновых продуктов. Состоял в ВКП(б) с июня 1924 года по Ленинскому призыву (член ВЛКСМ с 1922 по 1927 годы). Образование: 3 класса еврейской начальной школы в Ростове до 1911 года и 3 класса городского приходского училища в Ростове до 1914 года. Ученик продавца в галантерейном магазине Берлинера в Ростове с августа 1914 года по декабрь 1918 года. Упаковщик в галантерейной торговле братьев Баевских в Ростове с января 1919 года по февраль 1920 года. Агент Донпродкома в Ростове с февраля но ноябрь 1920 г.
В органах ВЧК-ГПУ-НКВД с 1920 года : сотрудник агентуры 1-го пограничного особого отделения Особого отдела 9-й армии в городе Темрюк с ноября 1920 г. по февраль 1921 года. Оперативный комиссар 1-го пограничного особого отделения Особого отдела 9-й армии в городе Баталпашинск с февраля по июнь 1921 г. Начальник агентуры особого отделения Особого отдела 9-й армии в станице Кавказская с июня по октябрь 1921 г. Начальник агентуры Особого отдела Особой кавалерийской бригады 1-й Конной армии с октября 1921 г. по август 1922 года. До 1930 года помощник начальника Шахтино-Донецкого окружного отдела ОГПУ (в этом качестве имел отношение к фабрикации т. н. «Шахтинского дела»), затем начальник отделения, помощник начальника секретно-политического отдела полпредства ОГПУ по Северо-Кавказскому краю. С 1934 года начальник секретно-политического отдела УГБ УНКВД по Азово-Черноморскому краю. Начальник 5-го отделения Секретно-политического отдела ГУГБ НКВД СССР с 28 марта по 17 декабря 1936 года. Помощник начальника 4-го отдела ГУГБ НКВД СССР с 17 декабря 1936 года по апрель 1938 года. Как руководящий сотрудник СПО НКВД СССР ответственен за фабрикации многочисленных «дел» в рамках т. н. «удара по право-троцкистскому подполью в СССР». Заместитель начальника 9-го отдела («торговля, заготовки, сельское хозяйство») 1-го Управления НКВД СССР с апреля по сентябрь 1938 года . Исполняющий обязанности начальников 4-го и 5-го отделов ГЭУ НКВД СССР с 29 сентября 1938 года и по момент ареста.
Арестован 18 декабря 1938 года. Внесен в список Л.Берии-А.Вышинского от 15.2.1939 г. по 1-й категории. Осужден к ВМН 22 февраля 1939 г. ВКВС СССР по обвинению в «измене Родине» (ст. 58-1а), «терроре» (ст. 58-8), и «участии в антисоветской террористической заговорщической организации в органах НКВД» (ст. 58-11 УК РСФСР). Расстрелян в ночь на 23 февраля 1939 г. вместе с группой руководящих сотрудников НКВД СССР, в том числе коллегами Гатова по работе в центральном аппарате ГУГБ (Н. М. Быстрых, Б. Д. Берман, Я. М. Вейншток, В. С. Агас, С. Г. Гендин, С. Г. Волынский, М. А. Листенгурт, С. Б. Балаян и др.). Место захоронения — могила невостребованных прахов № 1 крематория Донского кладбища.
27 августа 2013 года Судебной коллегией по делам военнослужащих Верховного суда РФ признан не подлежащим реабилитации.

### Звания
- Капитан госбезопасности (25 декабря 1935);
- Майор госбезопасности (23 апреля 1937);

### Награды
- знак «Почётный работник ВЧК—ГПУ (V)» № 623 в 1930;
- знак «Почётный работник ВЧК—ГПУ (XV)» в 1934.